# Осада замка Бурзи
20 августа 1188 года войска Айюбидского султаната под предводительством султана Салах ад-Дина осадили замок Бурзи, принадлежавший Антиохийскому княжеству, и через 3 дня вынудили его гарнизон сдаться.

## Предыстория
В августе 1188 года айюбидский султан Салах ад-Дин захватил замки Бакас и аль-Шугур возле Джиср-эш-Шугура, которые принадлежали Антиохийскому княжеству. После чего он со своей армией двинулся на юг, к замку Бурзи, расположенному в долине аль-Габ. Замок имел треугольную форму; высота западного фасада составляла 175 м, восточного — 50 м. Он был построен в XI веке византийцами, но около 1071 года его заняли крестоносцы.

## Ход осады
20 августа 1188 года Салах ад-Дин прибыл в замок, разбил лагерь на берегу реки Оронта и разместил там основную часть своей армии. На следующий день он приступил к обследованию местности, а затем начал перебрасывать свои второстепенные ударные силы и артиллерию на плато на седловине между замком и холмами на западе.
По словам курдского историка Бахауддина ибн Шаддада, айюбидские войска окружили замок и начали безостановочно бомбардировать его день и ночь. Однако, как отмечает арабский историк Имадуддин аль-Исфахани, бомбардировки особого эффекта не дали, что вынудило Салах ад-Дина прибегнуть к лобовым атакам. По словам арабо-курдского историка Ибн аль-Асира, в замке присутствовало слабо защищённое место, до которого айюбидская артиллерия сумела добраться 22 августа, но действия защитников крепости вынудили их требушеты выйти из строя.
23 августа Салах ад-Дин разделил элементы своей ударной группы на 3 дивизии, которые должны были атаковать замок поочерёдно. Эмир Синджара Имад ад-Дин возглавил 1-ю дивизию и около полудня атаковал крестоносцев, но потерпел поражение. Затем он снова атаковал крестоносцев стрелами, в то время как 2-я дивизия при поддержке частей 3-й и 1-й дивизий поднялась на западную сторону стен замка, заставив крестоносцев отступить и укрыться внутри. Тем временем часть армии Салах ад-Дина, всё ещё стоявшая лагерем у реки Оронт, пробилась к восточному склону, спустилась и сумела подняться на восточные стены замка, на которых не было защитников. В сложившейся ситуации, крестоносцы в конце концов согласились сдать замок.
Салах ад-Дин пощадил лорда замка и позволил ему свободно передвигаться вместе с семьёй в знак исполнения долга перед его женой, которая была сестрой Сибиллы, жены антиохийского князя Боэмунда III.

## Последствия
Вскоре после взятия замка в сентябре 1188 года Салах ад-Дин осадил и занял крепости Трапессак и Баграс, принадлежавшие тамплиерам.